# Tadeusz Manasterski
Tadeusz Jan Manasterski, także Monasterski, ps. „Kordian” (ur. 29 września 1893 w Dublanach, zm. 5 stycznia 1915 w Budapeszcie) – porucznik Legionów Polskich, działacz niepodległościowy, kawaler Orderu Virtuti Militari.

## Życiorys
Urodził się 29 września 1893 w Dublanach, w ówczesnym powiecie samborskim Królestwa Galicji i Lodomerii, w rodzinie Piotra Pawła (ur. 1846), adiunkta Krajowej Wyższej Szkoły Rolniczej, i Kornelii z domu Freund (1859–1915). Był bratem bliźniakiem Stefana Michała (1893–1940), kapitana saperów rezerwy Wojska Polskiego, architekta.
Uczył się w c. k. Lwowskim Gimnazjum im. Franciszka Józefa. Tam w 1911 ukończył z wynikiem dobrym klasę VIII i zdał maturę. W międzyczasie (1910) wstąpił do Związku Walki Czynnej, a później do Związku Strzeleckiego. Po ukończeniu gimnazjum rozpoczął studia w Szkole Politechnicznej we Lwowie. W trakcie studiów ukończył wyższy kurs oficerski Związku Strzeleckiego i otrzymał „nadzwyczaj cenioną wśród Legionistów odznakę tzw. «Parasol»”. „Był jednym z najbardziej zasłużonych członków organizacji strzeleckiej”. Latem 1914 został komendantem I Szkoły Podoficerskiej ZS we Lwowie.
6 sierpnia 1914 przybył do Krakowa. Od 8 do 18 sierpnia był dowódcą batalionu, a następnie komendantem 1. kompanii II batalionu. 9 października 1914 został mianowany porucznikiem i skierowany do służby werbunkowej w Zagłębiu Dąbrowskim, Łodzi i w Piotrkowskim. Po przyprowadzeniu ochotników do Legionów Polskich w liczebności batalionu, dowodził od 5 listopada kompanią w Batalionie Uzupełniającym Albina Fleszara. Po przybyciu na teren bitwy pod Krzywopłotami (16–19 listopada) dowodzony przez niego pododdział został przemianowany na 1. kompanię VI batalionu.
24 grudnia 1914 w bitwie pod Łowczówkiem został raniony w ramię pociskiem dum-dum. Zmarł 5 stycznia 1915 w Szpitalu Garnizonowym nr 16 w Budapeszcie, w następstwie odniesionych ran, i tam dwa dni później został pochowany na cmentarzu Farkasréti.
27 marca 1922 pułkownik Tadeusz Piskor we wniosku na odznaczenie porucznika Manasterskiego Orderem Virtuti Militari napisał: „dzielny oficer i organizator, prowadził doskonale swą kompanię w ataku pod Krzywopłotami. W grudniu 1914 szturmując pod Łowczówkiem stanowiska rosyjskich karabinów maszynowych pada ciężko ranny i wkrótce umiera w szpitalu”.

## Ordery i odznaczenia
- Krzyż Srebrny Orderu Wojskowego Virtuti Militari nr 7135 – pośmiertnie, 17 maja 1922[18][19][20]
- Krzyż Niepodległości – pośmiertnie, 19 grudnia 1930 „za pracę w dziele odzyskania niepodległości”[21][5][22]